# Bahnstrecke Palermo–Salaparuta
| |                          |                               |                               |
| Streckenlänge: | 85,254 km                |                               |                               |
| Spurweite: | 950 mm (ital. Meterspur) |                               |                               |
| Maximale Neigung: | 28 ‰                     |                               |                               |
| |                          |                               |                               |
| \| \| 0,00 \| Palermo Lolli \| 30 m s.l.m. \| \| \| 1,40 \| nach Trapani \| nach Trapani \| \| \| 3,65 \| Uditore \| 50 m s.l.m. \| \| \| 7,00 \| Baida \| 167 m s.l.m. \| \| \| \| Tunnel 1 (150 m) \| \| \| \| \| Boccadifalcobrücke (200 m) \| \| \| \| \| Tunnel 2 (350 m) \| \| \| \| \| Tunnel 3 (150 m) \| \| \| \| \| Drachenbrunnenbrücke (100 m) \| \| \| \| \| Tunnel Drachenbrunnen (20 m) \| \| \| \| \| Tunnel 4 (250 m) \| \| \| \| 12,00 \| Monreale \| 275 m s.l.m. \| \| \| \| Tunnel 5 (450 m) \| \| \| \| \| Tunnel 6 (200 m) \| \| \| \| 16,20 \| Fiumelato \| Fiumelato \| \| \| \| Tunnel 7 (120 m) \| \| \| \| 20,60 \| Altofonte \| 400 m s.l.m. \| \| \| \| Tunnel 8 (80 m) \| \| \| \| \| Tunnel 9 (170 m) \| \| \| \| \| Tunnel 10 (180 m) \| \| \| \| \| Tunnel 11 (100 m) \| \| \| \| \| Tunnel 12 (250 m) \| \| \| \| 28,65 \| Cozzo Vaccheria \| 585 m s.l.m. \| \| \| \| Santa Cristina Brücke (200 m) \| \| \| \| 33,60 \| Santa Cristina Gela \| Santa Cristina Gela \| \| \| 37,50 \| Piana degli Albanesi \| 637 m s.l.m. \| \| \| 40,80 \| Kumeta \| 615 m s.l.m. \| \| \| \| Tunnel 13 (700 m) \| \| \| \| 43,65 \| Masseria Kaggio \| 560 m s.l.m. \| \| \| 45,95 \| Masseria Cerasa \| 506 m s.l.m. \| \| \| \| Tunnel 14 (130 m) \| \| \| \| 52,50 \| San Cipirello \| 358 m s.l.m. \| \| \| \| Brücke 3 (130 m) \| \| \| \| \| Brücke 4 (140 m) \| \| \| \| 58,55 \| Balletto \| Balletto \| \| \| \| Tunnel 15 (100 m) \| \| \| \| \| Tunnel 16 (150 m) \| \| \| \| \| Brücke 5 (70 m) \| \| \| \| \| Brücke 6 (90 m) \| \| \| \| 65,00 \| Camporeale \| 355 m s.l.m. \| \| \| \| Poggioreale \| \| \| \| \| von Burgio \| \| \| \| 85.25 \| Salaparuta \| 359 m s.l.m. \| \| \| \| nach Castelvetrano \| \| \| \| \| \| \| \| Quellen: [1][2][3] \| \| \| \| |                          |                               |                               |
| Kopfbahnhof Streckenanfang (Strecke außer Betrieb) | 0,00                     | Palermo Lolli                 | 30 m s.l.m.                   |
| Abzweig geradeaus und nach rechts (Strecke außer Betrieb) | 1,40                     | nach Trapani                  | nach Trapani                  |
| Bahnhof (Strecke außer Betrieb) | 3,65                     | Uditore                       | 50 m s.l.m.                   |
| Bahnhof (Strecke außer Betrieb) | 7,00                     | Baida                         | 167 m s.l.m.                  |
| Tunnel (Strecke außer Betrieb) |                          | Tunnel 1 (150 m)              | Tunnel 1 (150 m)              |
| Brücke (Strecke außer Betrieb) |                          | Boccadifalcobrücke (200 m)    | Boccadifalcobrücke (200 m)    |
| Tunnel (Strecke außer Betrieb) |                          | Tunnel 2 (350 m)              | Tunnel 2 (350 m)              |
| Tunnel (Strecke außer Betrieb) |                          | Tunnel 3 (150 m)              | Tunnel 3 (150 m)              |
| Brücke (Strecke außer Betrieb) |                          | Drachenbrunnenbrücke (100 m)  | Drachenbrunnenbrücke (100 m)  |
| Tunnel (Strecke außer Betrieb) |                          | Tunnel Drachenbrunnen (20 m)  | Tunnel Drachenbrunnen (20 m)  |
| Tunnel (Strecke außer Betrieb) |                          | Tunnel 4 (250 m)              | Tunnel 4 (250 m)              |
| Bahnhof (Strecke außer Betrieb) | 12,00                    | Monreale                      | 275 m s.l.m.                  |
| Tunnel (Strecke außer Betrieb) |                          | Tunnel 5 (450 m)              | Tunnel 5 (450 m)              |
| Tunnel (Strecke außer Betrieb) |                          | Tunnel 6 (200 m)              | Tunnel 6 (200 m)              |
| Bahnhof (Strecke außer Betrieb) | 16,20                    | Fiumelato                     | Fiumelato                     |
| Tunnel (Strecke außer Betrieb) |                          | Tunnel 7 (120 m)              | Tunnel 7 (120 m)              |
| Bahnhof (Strecke außer Betrieb) | 20,60                    | Altofonte                     | 400 m s.l.m.                  |
| Tunnel (Strecke außer Betrieb) |                          | Tunnel 8 (80 m)               | Tunnel 8 (80 m)               |
| Tunnel (Strecke außer Betrieb) |                          | Tunnel 9 (170 m)              | Tunnel 9 (170 m)              |
| Tunnel (Strecke außer Betrieb) |                          | Tunnel 10 (180 m)             | Tunnel 10 (180 m)             |
| Tunnel (Strecke außer Betrieb) |                          | Tunnel 11 (100 m)             | Tunnel 11 (100 m)             |
| Tunnel (Strecke außer Betrieb) |                          | Tunnel 12 (250 m)             | Tunnel 12 (250 m)             |
| Haltepunkt / Haltestelle (Strecke außer Betrieb) | 28,65                    | Cozzo Vaccheria               | 585 m s.l.m.                  |
| Brücke (Strecke außer Betrieb) |                          | Santa Cristina Brücke (200 m) | Santa Cristina Brücke (200 m) |
| Bahnhof (Strecke außer Betrieb) | 33,60                    | Santa Cristina Gela           | Santa Cristina Gela           |
| Bahnhof (Strecke außer Betrieb) | 37,50                    | Piana degli Albanesi          | 637 m s.l.m.                  |
| Haltepunkt / Haltestelle (Strecke außer Betrieb) | 40,80                    | Kumeta                        | 615 m s.l.m.                  |
| Tunnel (Strecke außer Betrieb) |                          | Tunnel 13 (700 m)             | Tunnel 13 (700 m)             |
| Haltepunkt / Haltestelle (Strecke außer Betrieb) | 43,65                    | Masseria Kaggio               | 560 m s.l.m.                  |
| Haltepunkt / Haltestelle (Strecke außer Betrieb) | 45,95                    | Masseria Cerasa               | 506 m s.l.m.                  |
| Tunnel (Strecke außer Betrieb) |                          | Tunnel 14 (130 m)             | Tunnel 14 (130 m)             |
| Bahnhof (Strecke außer Betrieb) | 52,50                    | San Cipirello                 | 358 m s.l.m.                  |
| Brücke (Strecke außer Betrieb) |                          | Brücke 3 (130 m)              | Brücke 3 (130 m)              |
| Brücke (Strecke außer Betrieb) |                          | Brücke 4 (140 m)              | Brücke 4 (140 m)              |
| Haltepunkt / Haltestelle (Strecke außer Betrieb) | 58,55                    | Balletto                      | Balletto                      |
| Tunnel (Strecke außer Betrieb) |                          | Tunnel 15 (100 m)             | Tunnel 15 (100 m)             |
| Tunnel (Strecke außer Betrieb) |                          | Tunnel 16 (150 m)             | Tunnel 16 (150 m)             |
| Brücke (Strecke außer Betrieb) |                          | Brücke 5 (70 m)               | Brücke 5 (70 m)               |
| Brücke (Strecke außer Betrieb) |                          | Brücke 6 (90 m)               | Brücke 6 (90 m)               |
| Bahnhof (Strecke außer Betrieb) | 65,00                    | Camporeale                    | 355 m s.l.m.                  |
| Bahnhof (Strecke außer Betrieb) |                          | Poggioreale                   | Poggioreale                   |
| Abzweig geradeaus und von links (Strecke außer Betrieb) |                          | von Burgio                    | von Burgio                    |
| Bahnhof (Strecke außer Betrieb) | 85.25                    | Salaparuta                    | 359 m s.l.m.                  |
| Strecke (außer Betrieb) |                          | nach Castelvetrano            | nach Castelvetrano            |
| |                          |                               |                               |
| Quellen: |                          |                               |                               |

Die Bahnstrecke Palermo–Salaparuta (italienisch Ferrovia Palermo–Salaparuta) war eine 85,2 km lange Schmalspurstrecke auf Sizilien, deren Bau in den 1930er Jahren begann und wenige Jahre später wieder eingestellt wurde, ohne die Strecke fertigzustellen. Sie sollte von Palermo nach Salaparuta an der Schmalspurstrecke Castelvetrano–San Carlo–Burgio führen und war der Überrest einer Bahnstrecke, die von Palermo nach Trapani führen sollte. Es wurden lediglich 65 km Trasse inklusive Kunst- und Hochbauten bis Camporeale angelegt, weshalb die Strecke auch Bahnstrecke Palermo–Camporeale (italienisch Ferrovia Palermo–Camporeale) genannt wird. Eine Nutzung der bestehenden Trasse als Radweg ist vorgesehen.

## Geschichte

### Planung
Die Geschichte dieser unvollendeten Bahnstrecke steht im Zusammenhang mit dem Bau von Eisenbahnverbindungen zwischen der Küste und dem Landesinnern Siziliens. Das schlecht ausgebaute Straßennetz und der Schwefelbergbau ließen ein größeres Eisenbahnnetz auf der Insel entstehen. Es wurden hauptsächlich Schmalspurstrecken errichtet, so dass Sizilien zur italienischen Region mit dem längsten Schmalspurnetz wurde.
Die Anfänge des Projektes einer Eisenbahn von Palermo nach Salaparuta gehen auf das Ende des 19. Jahrhunderts zurück. Damals wurde erstmals eine direkte Bahnverbindung zwischen Palermo und Trapani vorgeschlagen, welche die Fahrzeiten gegenüber der 1881 eröffneten, die Südküste entlang führenden Bahnstrecke Palermo–Trapani verkürzen würde. Ein erstes Projekt sah eine Schmalspurbahn vor, die über Monreale, Altofonte, Piana degli Albanesi (damals Piana dei Greci), San Cipirello, Alcamo und Calatafimi nach Trapani führen sollte.
In den 1920er Jahren entstand das Projekt einer normalspurigen Bahnstrecke Alcamo Diramazione–Trapani, so dass die Planung der Schmalspurbahn auf die Strecke Palermo–Calatafimi gekürzt wurde, wobei zwischen Alcamo und dem Endpunkt ein Dreischienengleis gelegt werden sollte. Der Endbahnhof wurde damals noch Kaggera genannt und wäre Ausgangspunkt der Schmalspurbahn nach Santa Ninfa gewesen – eine Strecke, die ebenfalls nicht fertiggestellt wurde.

### Bau
1924 begannen die Bauarbeiten an der Strecke von Palermo aus. Die Tunnel auf dem Abschnitt bis Piana degli Albanesi wurden 1927 oder 1928 fertiggestellt, als die Strecke immer noch nach Alcamo führen sollte. 1928 war das Teilstück Palermo–Altafonte im fortgeschrittenen Baustadium, während im Abschnitt Altofonte–Alcamo die Bauarbeiten begonnen hatten.
1928 oder 1930 wurde das Projekt abermals geändert: Die Strecke sollte von San Cipirello nicht mehr nach Alcamo, sondern südlich nach Camporeale und weiter ins Valle del Belice führen. Über Poggioreale hätte Salaparuta an der Bahnstrecke Castelvetrano–San Carlo–Burgio erreicht werden sollen. 1929 oder 1930 hatten die Bauarbeiten bereits Camporeale erreicht, wo die Trasse endete, ohne dass ein Bahnhof gebaut wurde.
Nach einigen Fotos scheint die Linie vor dem Zweiten Weltkrieg zwischen Palermo und Monreale mit Oberbau versehen gewesen zu sein, die Gleise scheinen auf weiteren Teilen der Strecke verlegt gewesen zu sein – zumindest aus Propaganda-Gründen. Baumaterial wurde bis nach Piana degli Albanesi gebracht.
Auf dem Streckenabschnitt von Camporeale nach Salaparuta wurden die Bauarbeiten nie aufgenommen.

### Abbruch der Bauarbeiten
Bezüglich des Abbaus der Gleise und der Aufgabe des Bahnbaus im Allgemeinen gibt es zwei verschiedene Versionen der Geschichte: Die eine besagt, dass das für die Strecke vorgesehene Gleis- und Rollmaterial nach dem Abessinienkrieg dringend in Eritrea für die Bahnstrecke Massaua–Biscia benötigt wurde und deshalb 1935 dorthin geschafft wurde, die andere besagt, dass nach dem Zweiten Weltkrieg das Projekt – wie viele andere Projekte – aufgegeben wurde und im Zuge der allgemeinen Betriebseinstellung der Schmalspurbahnen auf Sizilien der Oberbau abgebaut wurde. In jedem Fall war in Palermo beim Gefängnis Malaspina um 1950 kein Gleis mehr zu sehen. Die Bahn war aber auf den Karten des Militärgeographischen Institutes von 1951 immer noch als Eisenbahn im Bau eingetragen, die erst in der Ausgabe von 1971 verschwand.

## Streckenbeschreibung
Obwohl die Bauarbeiten an der Strecke Palermo–Salaparuta vor langer Zeit eingestellt worden sind, gibt es entlang der Strecke immer noch viele Bauwerke wie Bahnhöfe, Bahnwärterhäuser, Brücken und Tunnel zu sehen. Die Empfangsgebäude von Bahnhöfen und Haltestellen sind an allen Orten noch erhalten, bis auf Camporeale, wo der Bahnhof nie gebaut wurde. Entlang der Strecke sind 29 Bahnwärterhäuser zu finden, einige in gutem Zustand, andere nur noch als Ruinen. Von den sechs längeren Brücken dürfte diejenige von Boccadifalco die bekannteste sein, da sie das Wahrzeichen dieses Stadtviertels von Palermo ist.

### Von Palermo Lolli nach Uditore

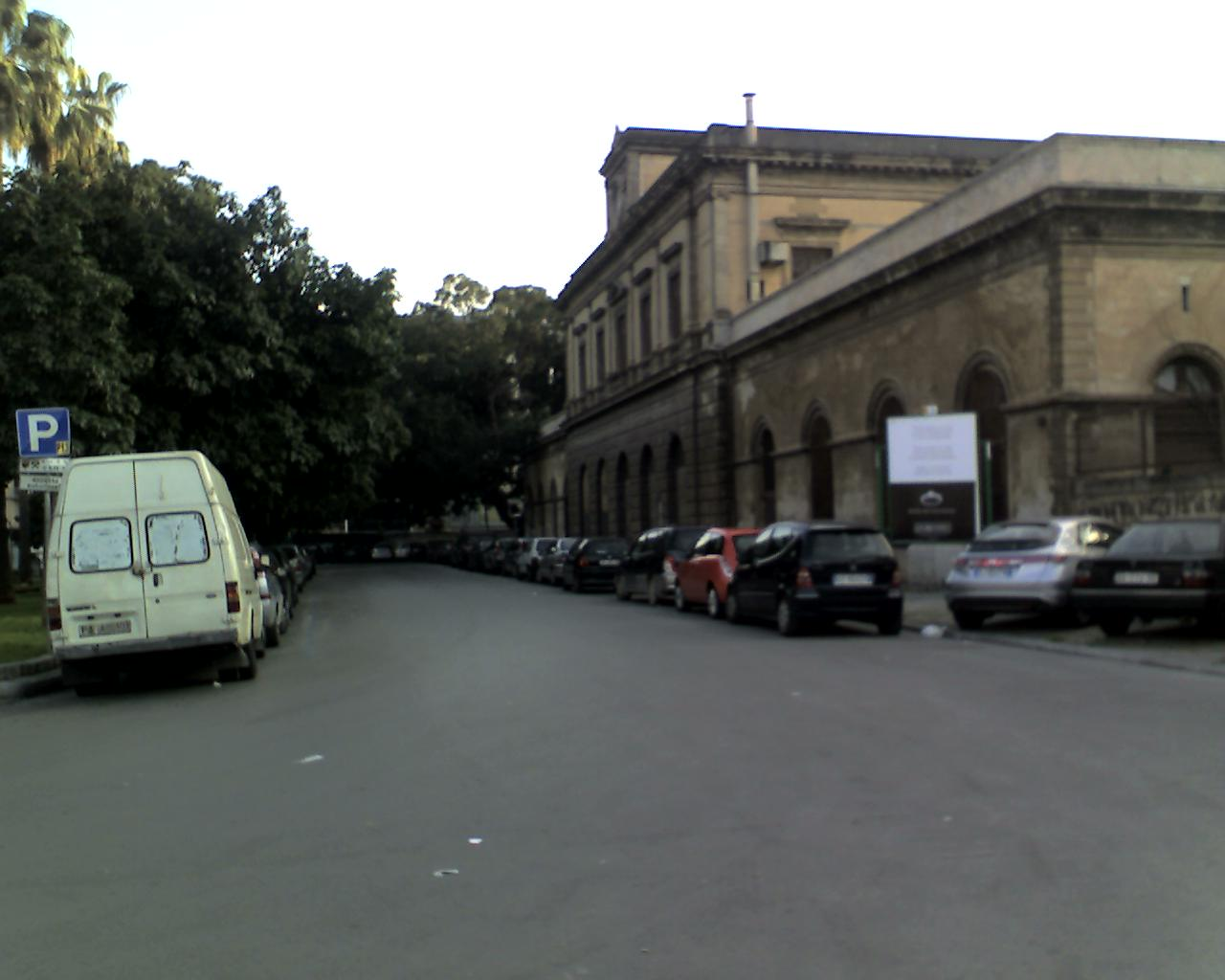
Bahnhof Palermo Lolli – Ausgangspunkt der nicht fertiggestellten Strecke.

Nach dem Bahnhof Palermo Lolli verlief die Strecke nach Salaparuta parallel zur Normalspurstrecke Palermo-Trapani, die bis in die 1970er Jahre auf Straßenniveau angelegt war, bevor sie in einen Einschnitt verlegt wurde, um Platz für den Bahnhof Palermo Notarbartolo zu schaffen. Auf der Höhe des nördlichen Bahnhofkopfes von Palermo Notarbartolo verlässt die Trasse der Schmalspurbahn die Normalspurstrecke, biegt in einem Viertelkreis nach Westen ab, bevor sie etwa hundert Meter nördlich der Jugendstrafanstalt Malaspina über die Piazza Federico Chopin führt. Nördlich des Platzes in dem Garten eines Wohnblocks ist noch eine Betonmauer zu sehen, die wahrscheinlich entlang des Bahnkörpers angelegt wurde. Die Strecke führt vor der heute noch stehenden Villino Giammona vorbei, überquerte die Via Principe di Palagonia und folgt der langen Gerade der Via Giovanni Paisiello, welche die heutige Viale della Regione Siciliana überquert. Danach biegt die Trasse nach Südwesten ab und verläuft parallel zur Via Ingegnere Nicolò Mineo in gut 40 m Abstand südlich der Straße. In diesem Abschnitt befindet sich zwischen der Via Uditore und der Via Camilliani Camillo das Bahnwärterhaus Nr. 1. Die Trasse erreicht kurz vor der Via Leonardo da Vinci den Bahnhof Uditore.

### Von Uditore nach Baida
Nach dem Bahnhof Uditore führt die Strecke weiter geradeaus, quert die Via Leonardo da Vinci und die Grenze zwischen den Stadtvierteln Uditore und Passo di Rigano. Durch Zitruspflanzungen erreicht sie die Kreuzung der Via Dogali und der Via Agordat, wo die Fronten der Häuser parallel zur ehemaligen Bahntrasse ausgerichtet sind. Mit einer kleinen Kurve bog die Trasse in die Via Dogali ein und führt in einer 1300 m langen Gerade nach Westen. An der Stelle, wo die Strecke die Via Sant’Isidoro überquert, steht östlich der Straße bei einem Sportplatz in Sant’Isidoro das gut erhaltene Bahnwärterhaus Nr. 2, das heute als Wohnhaus genutzt wird.
Nach dem Wärterhaus folgt die Trasse der heutigen Via Villini Sant’Isidoro. Am Anfang der Straße wird der gerade Abschnitt der Trasse beendet und die Strecke beginnt einen weiten Bogen, welcher die Richtung um 130° ändert, so dass die Strecke nach Südosten führt. Nach einem kurzen geraden Abschnitt folgt ein weiterer Bogen, welcher die Trasse nach Südwesten führen lässt. Danach folgt ein weiterer kurzer grader Abschnitt bis zur Via Alla Falconara. Nachdem die Trasse die Straße überquert hat, führt sie durch das Gelände des kleinen Klosters der Frati minori rinnovati, welche dem Kapuzinerorden angehören. Auf dem Gelände befinden sich zwei ausrangierte dreiachsige Personenwagen der Ferrovie dello Stato, welche die Zellen des Klosters beherbergen. Die Wagen haben keinen Zusammenhang mit der nicht vollendeten Bahn.
Nach dem Kloster ist die Trasse nicht mehr sichtbar. Sie verläuft unterhalb des Klosters von Baida, das Sitz des erzbischöflichen Seminars ist, und durchquert den Besitz des zootechnischen Institut, bis es die Überführung über die Via Luparello erreicht, die noch im besten Zustand ist. Nach der Überführung steht der Bahnhof Baida, der neben dem Empfangsgebäude auch ein Abort-Gebäude und Güterschuppen umfasst. Die Gebäude sind in mäßig gutem Zustand und sind bewohnt, der Güterschuppen wird als Hühnerstall genutzt. Das Bahnhofsgelände wird gegen die Via Luparello von einer Stützmauer begrenzt.

### Von Baida nach Monreale
Nach dem Bahnhof Baida folgt die Trasse etwa für 300 m einer nicht asphaltierten Straße, bis sie das Bahnwärterhaus Nr. 3 erreicht. Es ist in gutem Zustand und dient als Wohnhaus. Nach dem Wärterhaus verläuft die Trasse weiter nach Osten. Nach einem kurzen Linksbogen verläuft sie in einem größeren Rechtsbogen über einer gut erhaltenen hohen Stützmauer, die Aussicht in die Umgebung bietet. Danach folgt der 140 m lange Tunnel 1, der unter dem Hügelzug zwischen den Stadtvierteln Baida und Boccadifalco hindurchführt. Auf der Seite von Baida besteht das Tunnelportal aus roten Backsteinen und einem gemauerten Gewölbe, das ein eingehauenes Wappen mit Liktorenbündel trägt. Die Tunnelröhre ist nach lokalen Angaben verfüllt, entweder weil Teile des Gewölbes eingestürzt sind oder weil das in Boccadifalco über die Jahre vor das Südportal geschüttete Deponiematerial mittlerweile den ganzen Querschnitt des Tunnels verfüllt.
Nach dem Südportal des Tunnels verläuft die Trasse einige Meter auf einem Bahndamm, bevor sie mit der 90 m langen Boccadifalco-Brücke das Vallone del Paradiso überquert. Die Brücke besitzt sieben Öffnungen und ist trotz des Alters  gut erhalten und zeigt noch keine Risse. Die Verkleidung der Brüstung aus rotem Backsteinen, die Abschlüsse der Bögen und die Steinpfeiler sind in gutem Zustand und lassen das Bauwerk elegant wirken. Der Bahnkörper auf der Brücke ist zwar vollständig überwachsen, weist aber keine offensichtlichen Löcher oder Gräben auf. Auf beiden Seiten der Brücke befinden sich über die ganze Länge verteilt je drei Schutzinseln. Auf der Seite des Boccadifalco-Tunnels (Tunnel 2) gab es zwischen dem ersten und dem zweiten Bogen der Brücke ein weißes Medaillon aus Marmor, das ein Wappen mit Liktorenbündel zeigte. Dieses wurde in den 1960er Jahren von einer lokalen antifaschistischen Gruppierung mit Zement zugedeckt. Ursprünglich im offenen Feld gebaut, wurde die Brücke über die Jahre mehr und mehr von dem wachsenden palermischen Stadtteil Boccadifalco eingeschlossen und wurde so zum Wahrzeichen des Stadtteils.
Die Brücke endet südlich direkt am Portal des Boccadifalco-Tunnels, der sich in einer senkrechten Felswand befindet. Das Widerlager des letzten Bogens der Brücke wurde in den Fels gehauen. Das Portal des 350 m langen Tunnels ist zugemauert. Der Tunnel wurde über längere Zeit als Müllhalde genutzt, bevor er endgültig versiegelt wurde. Nach dem Tunnel folgt das Bahnwärterhaus Nr. 4, die Trasse verläuft für einen halben Kilometer oberhalb der SP69, bis sie den Drachenbrunnen von Monreale erreicht, hinter dem ein nur wenige Meter langer Tunnel hindurchführt. Nach weiteren 100 m verschwindet die Strecke im Tunnel 4, der unter der SP69 hindurchführt. Der Tunnel ist auf der Ostseite mit Holzplatten verschlossen und auf der Westseite mit einem Tor versehen, so dass davon ausgegangen werden kann, dass der Tunnel zeitweise als Lager diente. Nach dem Tunnel wird die Trasse zur Strada Ferrata, die nach 1100 m das Bahnwärterhaus Nr. 5 bei der Kläranlage in Monreale passiert und nach weiteren 600 m den Bahnhof Monreale erreicht.

### Von Monreale nach Santa Cristina Gela
Unmittelbar nach dem Bahnhof Monreale folgt der 450 m lange Tunnel 5, danach folgte die Trasse der heutigen Lokalstraße Via Linea Ferrata durchs Valle dell’Oreto. In Scale passiert die Trasse das Bahnwärterhaus Nr. 6. Unmittelbar bevor die Trasse den Bahnhof Fiumelato beim Aquapark Monreale erreicht, passiert sie den 200 m langen Tunnel 6 und das Bahnwärterhaus Nr. 7 in Fiumelato. Nach dem Bahnhof quert sie den Fiumelato di Meccini, ein Zufluss zum Oreto, und führt nun in südöstlicher Richtung weiter durch Celsa, wo sich das Bahnwärterhaus Nr. 8 befindet und die Trasse zur Via Ferrovia Ovest wird. Kurz vor dem Bahnhof Altofonte befindet sich der 100 m lange Tunnel 7 und das Bahnwärterhaus Nr. 9. Der Bahnhof Altofonte ist noch erhalten, aber der Güterschuppen wurde abgerissen und durch ein neues größeres Gebäude ersetzt. Nach dem Bahnhof folgen die Tunnel 8 bis 12, die eine Länge von 80 bis 200 m haben. Zwischen dem Tunnel 9 und dem Tunnel 10 befindet sich das Bahnwärterhaus Nr. 10 in schlechtem Zustand, zwischen dem Tunnel 10 und 11 das Bahnwärterhaus Nr. 11, das bewohnt ist, und zwischen dem Tunnel 11 und 12 das Bahnwärterhaus Nr. 12, das in schlechtem Zustand ist. Einige der Tunnel bei Altofonte haben während des Zweiten Weltkrieges der deutschen Wehrmacht als Munitionsdepot gedient. Etwa sieben Kilometer nach Altofonte biegt die Trasse in Richtung Süden ab und folgt der SP38. 500 m nach dem Richtungswechsel passiert die Trasse das Bahnwärterhaus Nr. 13 bei Casale, das sich gegenüber einer Kartbahn an der SP38 befindet. Nach weiteren 650 m wird die Haltestelle Cozzo Vaccheria erreicht, deren Gebäude noch steht, aber in schlechtem Zustand ist.
Nach Cozzo Vaccheria verläuft die Trasse für knapp drei Kilometer westlich der SP38 und ist zum Teil nicht mehr sichtbar, bevor sie die SP38 quert und auf der Talseite derjenigen verläuft. Etwa einen halben Kilometer nach der Kreuzung mit der SP38 befindet sich die 200 m lange Santa-Cristina-Brücke und das Wärterhaus Nr. 14. Danach wendet sich die Trasse in Richtung Nordwesten und erreicht nach 1700 m Santa Cristina Gela, wo der Bahnhof unterhalb der Stadt liegt. Vor dem Bahnhof, an der Stelle, wo die Via Enrico Caruso von der SP38 abzweigt, befindet sich eine Soda-Brücke, welche die Überführung der Straße über die Bahn gewesen wäre.

### Santa Cristina Gela nach Camporeale
Nach dem Bahnhof Santa Cristina Gela folgt in 400 m Distanz das Bahnwärterhaus Nr. 15. Die Trasse verläuft in Richtung Piana di Albanesi oberhalb der SP5. Etwa einen halben Kilometer westlich der Einmündung der SP38 in die SP5 verläuft die Trasse unmittelbar oberhalb der Straße, wo sich das Bahnwärterhaus Nr. 16 befindet. Die Trasse entfernt sich wieder von der Straße und führt in einem weiten Bogen von Norden in Piana di Albanesi hinein. Kurz vor dem Bahnhof des Städtchens befindet sich das unbewohnte Wärterhaus Nr. 17. Die Trasse führt in einem weiten Bogen in Richtung Südwesten um den Lago di Piana degli Albanesi und erreicht den Bahnhof Piana di Albanesi, der in schlechtem Zustand ist und deren Dach des Güterschuppens eingestürzt ist. Nach dem Bahnhof führt die Trasse in einem weiten Linksbogen in Richtung Süden. Nach dem Bogen in 450 m Entfernung vom Bahnhof befindet sich das Wärterhaus Nr. 18, dessen Dach ebenfalls eingestürzt ist. Danach folgt die Trasse für 12 km einer Fahrstraße, an der sich auch das Wärterhaus Nr. 19 befindet. In der Nähe der Staumauer des Lago di Piana degli Albanesi befinden sich das Gebäude der Haltestelle Kumeta, danach folgt ein 600 m langer Tunnel unter dem Monte Kumeta hindurch, welcher der längste Tunnel der Strecke ist. Nach dem Tunnel folgt ein Bogen in Richtung Westen und in 1700 m Entfernung wird die Haltestelle Masseria Kaggio erreicht. Das Gebäude der Haltestelle steht noch, aber ist nicht mehr genutzt.
Nach der Haltestelle folgt in weniger als einem Kilometer Distanz das Wärterhaus Nr. 20 in baufälligem Zustand, nach einem weiteren Kilometer wird die Haltestelle Masseria Cerasa erreicht, deren Gebäude in baufälligem Zustand ist. 500 m nach der Haltestelle folgt ein 130 m langer Tunnel, danach in 350 m Distanz das Wärterhaus Nr. 21. Das Wärterhaus Nr. 22 befindet sich an der Stelle, wo die Straße auf den Monte Iato abzweigt, wo sich die Ausgrabungsstätte von Iaitas befindet. Die Trasse passiert das Wärterhaus Nr. 23 und erreicht den gut erhaltenen Bahnhof San Cipirello. Nach dem Bahnhof biegt die Strecke in einem weiten Bogen nach Süden ab und verläuft zuerst unter der heutigen SP2, später westlich von dieser. An der Stelle, wo die Trasse die SP2 verlässt, befindet sich eine 130 m lange Steinbogenbrücke, die unmittelbar vom Wärterhaus Nr. 24 in verfallenem Zustand gefolgt wird. Nach ungefähr zwei Kilometer folgt das Wärterhaus Nr. 25 und eine 140 m lange Steinbogenbrücke. Danach beschreibt die Trasse einen weiten Rechtsbogen und erreicht nach ungefähr 1200 m der Haltestelle Balletto, wo das Gebäude in mäßig gutem Zustand noch steht. Kurz nach der Haltestelle folgt das Wärterhaus Nr. 26, dessen Dach eingestürzt ist. Nachdem die Trasse die SP111 gequert hat, führt sie am Wärterhaus Nr. 27 vorbei, das nur noch eine Ruine ist. Vor Camporeale führt die Trasse wieder nach Westen und unterquerte mit den Tunnel 15 und 16 zwei Hügelzüge, die Tunnel sind heute zugeschüttet und nicht mehr sichtbar. Die Trasse nähert sich der SP20, wo sich auch das Wärterhaus Nr. 28 befindet. Auf der Strecke nach Camporeale folgen zwei kurze Steinbogenbrücken, die im Gegensatz zu den vorhergehenden Bauwerken mit Segmentbogen ausgeführt sind – die erste 70 m, die zweite 90 m lang. Etwa 900 m nach der zweiten Brücke folgt die Ruine des Wärterhaus Nr. 29. An dieser Stelle endet die 64,75 km lange Trasse, der Bahnhof Camporeale wurde nicht mehr gebaut, ebenso wenig die Fortsetzung bis Salaparuta.

## Gebäude
Die Gebäude entlang der Strecke sind nach vereinheitlichten Plänen gebaut worden, die aber im Verlaufe der Zeit geändert wurden. So haben die Wärterhäuser Nr. 1 bis 9 zwei Stockwerke mit einem Grundriss von 8 × 10 m und jeweils einem Fenster pro Stockwerk an den Stirnseiten des Gebäudes. Ab dem Wärterhaus Nr. 10 wurde der Grundriss auf 10 × 10 m vergrößert und auf den Stirnseiten zwei Fenster pro Stockwerk angeordnet.
Für die Bahnhöfe gab es drei Bauformen:
- Die wichtigen Bahnhöfe hatten ein Empfangsgebäude mit einem 18 × 20 m großen Grundriss. Auf der Längsseite waren vier Fenster, auf der Stirnseite drei Fenster pro Stockwerk angeordnet. Daran angebaut war der Güterschuppen mit einer Grundfläche von 12 × 12 m.
- Die kleineren Bahnhöfe hatten ein Empfangsgebäude mit einem 16 × 8 m großen Grundriss mit drei Fenster auf der Längsseite und einem einzigen auf der Stirnseite. Der angebaute Güterschuppen hatte die Abmessungen 11 × 7 m.
- Die Haltestellen in den ländlichen Gebieten hatten keinen Güterschuppen, sondern nur das Empfangsgebäude der kleinen Bahnhöfe.

Der Bahnhof von Santa Cristina Gela entspricht nicht den oben beschriebenen Einheitsausführungen. Das Empfangsgebäude ist zwar ungefähr gleich lang wie dasjenige der kleinen Bahnhöfe, aber wesentlich breiter mit drei Fenstern an der Stirnseite.

## Pläne zur Weiterverwendung der Trasse
Im Rahmen der Förderung gemeindeübergreifender Projekte der touristischen Infrastruktur durch die Provinz Palermo arbeitete diese zusammen mit dem Tourismusbüro der Provinz ein Projekt zur Nutzung der alten Bahntrasse als Radwanderweg aus. Zusammen mit der Radweg soll auch ein Biotopverbund entlang der Strecke geschaffen werden. Das Projekt wurde der zuständigen Stelle für Umweltfragen präsentiert und von dieser im November 2005 genehmigt. Der Plan umfasste zunächst alle eingestellten Bahnstrecken im oberen Teil des Valle del Belice und um Corleone, bei der späteren Umsetzung wurde aber nur die Bahnstrecke Palermo–Corleone–San Carlo berücksichtigt. Nach den Plänen kann aber davon ausgegangen werden, dass die Bahnstrecke Palermo–Salaparuta eines der nächsten umzusetzenden Projekte sein könnte, da bereits technische Studien für die Trassenabschnitte in Monreale und Altofonte gemacht wurden.
Die vor über 90 Jahren gebaute Bahntrasse hat trotzdem noch gute Chancen, zu einem Radweg umgenutzt zu werden – auch die Abschnitte in Palermo. Die größten Schwierigkeiten sind in den Abschnitten zu erwarten, wo die Trasse durch eingezäuntes Gebiet verläuft, das zwar wahrscheinlich immer noch dem Staat gehört, aber an Privatleute vermietet wurde. Bei einer Umnutzung der Bahnwärterhäuser und Empfangsgebäude müsste Ersatz für die derzeitigen Bewohner geschaffen werden. Die Gebäude waren damals bereits den zukünftigen Bahnbeamten zugewiesen worden und werden heute von deren Nachfahren bewohnt. Einige Stellen der Trasse und einige Tunnel bedürfen einer gründlichen Renovierung, bevor sie für den Radweg genutzt werden können.